# Und wer im Januar geboren ist
Und wer im Januar geboren ist ist ein deutschsprachiges Volks- bzw. Kinderlied. Es ist in verschiedenen Text- und Melodievarianten verbreitet.

## Geschichte
Der Text ist seit der Mitte des 19. Jahrhunderts als Trinklied bekannt. 1894 wurde er im Deutschen Liederhort mit der Herkunftsangabe „Schleswig-Holstein 1891“ gedruckt. Seit dem 20. Jahrhundert ist auch eine zum Kinderlied umgearbeitete Fassung verbreitet.
Die verbreitetste Melodie des Liedes stammt aus dem 18. Jahrhundert. Sie wurde ursprünglich auf den Text Es ritten drei Reiter zum Tore hinaus gesungen und ist heute vor allem auf den Text Es klappert die Mühle am rauschenden Bach bekannt. Besonders die Kinderlied-Fassung ist auch mit anderen, ähnlichen Melodien verbreitet.
Aus den Niederlanden ist seit 1839 eine Textfassung unter dem Titel Wie in Januari geboren is überliefert. Sie wird zumeist auf die Melodie des Liedes Al is ons prinsje nog zo klein gesungen, die mit der Melodie des deutschen Liedes große Ähnlichkeit aufweist.

## Inhalt
In dem Lied werden strophenweise die Monate des Jahres durchgesungen, wobei die Geburtstagskinder des jeweiligen Monats eine bestimmte Aktion auszuführen haben. Das Lied eignet sich daher besonders als Kennenlern- oder Begrüßungslied. Kleinen Kindern bietet das Lied die Möglichkeit, ihr eigenes Geburtsdatum kennenzulernen, und zugleich betont es ihre individuelle Wichtigkeit durch die Gelegenheit, bei der Nennung des Geburtsmonats vortreten zu dürfen. In Kindergärten und Grundschulen wird das Lied oft als bewegtes Singspiel gesungen. In der Kinderlied-Fassung wird bei den Aktionen der Geburtstagskinder zwischen einem Knicks (für Mädchen) oder einer Verbeugung (für Knaben) differenziert.

## Text
Trinklied-Text
Und wer im Januar geboren ist,

steh auf, steh auf, steh auf.

Er nehme sein Gläschen an den Mund

und trinke es aus bis auf den Grund:

Trink aus, trink aus, trink aus,

Trink aus, trink aus, trink aus!

Und wer im Februar geboren ist,

…
Variante aus Österreich
Und wer im Jänner geboren ist,

steht auf, steht auf, steht auf...

Er nimmt sein Gläschen in die Hand

und sauft es aus bis an den Rand.

Sauft aus, sauft aus, sauft auuuuus,

sauft aus, sauft aus, sauft aus!

Und wer im Februar geboren ist,

…
Kinderlied-Text
Und wer im Januar geboren ist,

tritt ein, tritt ein, tritt ein,

der mache im Kreis einen tiefen Knicks,

[der dreh sich im Kreis und verbeuge sich]

recht fein, recht fein, recht fein.

Heißa, heißa, hopsasa,

heißa, heißa, hopsasa.

Und wer im Februar geboren ist,

…